# Aleucanitis hyblaeoides
Aleucanitis hyblaeoides är en fjärilsart som beskrevs av Moore. Aleucanitis hyblaeoides ingår i släktet Aleucanitis och familjen nattflyn. Inga underarter finns listade i Catalogue of Life.